# Zugast
Ein Zugast ist ein nachgeordneter Zweig oder Nebenast in annähernder Wuchsrichtung des zu schneidenden Astes bzw. Zweiges. Beim Einkürzen des Letzteren wird der nachgeordnete Zweig bzw. der Nebenast stehen gelassen, um die Überwallung der Schnittfläche zu beschleunigen. Dieser übernimmt die Funktion des eingekürzten Astes oder Zweigs und setzt den Wuchs des Baumes fort. Wichtig ist, dass der Größenunterschied zwischen entnommenem Ast/Zweig und dem nachgeordneten Ast oder der Nebenachse nicht zu groß ist. Nach der ZTV-Baumpflege soll der Durchmesser des Zugastes ein Drittel des einzukürzenden Astes an der Schnittstelle betragen.
Man spricht auch vom „Ableiten auf den Zugast“ oder „Ableiten auf einen Nebenast“ bzw. „Schnitt auf Zugast“, womit auch gemeint ist, dass das weitere Wachstum im Zugast stattfinden soll und dieser die Funktion des vorherigen Leittriebs übernimmt.